# Igreja de São Martinho (Chipping Ongar)
A Igreja de São Martinho é uma igreja paroquial da Igreja da Inglaterra na cidade de Chipping Ongar em Essex, na Inglaterra.

## História
A igreja data do século XI e é um edifício listado como Grau I.